# Garden (ゲーム)
『Garden』（ガーデン）は2008年1月25日にCUFFSより発売されたアダルトゲーム。

## 概要
CUFFSの第5作目となる恋愛アドベンチャーゲームである。主要な制作スタッフには、CUFFS第1作の『さくらむすび』やF&C 01の『水月』などでコンビを組んだ原画家の☆画野朗とシナリオライターのトノイケダイスケが参加している。また過去のCUFFS作品同様、主題歌をDuca（作曲：安瀬聖）が担当している。
発売に先立って、CUFFS公式サイト上で森嶋プチによる漫画が現在までに4回にわたり公開され、公式サイトでダウンロードできる壁紙には、あらきかなお・矢野たくみ・香川友信・秋乃武彦がゲストで参加し提供された。

### 『未完成』事件
元々、2007年10月26日の発売を予定していたが、諸事情により発売延期された上、発売当日になって公式サイト上で「姫宮瑠璃」と「竜胆愛」の2キャラクターのルートを攻略不可能と告知し、シナリオを抹消した上での発売となった。理由については、「弊社（＝CUFFS）の力不足によりシナリオをまとめきれなかったため」としている（後日、「元々この2キャラクターは攻略対象として開発が進められていたが、シナリオとの整合性を協議した上で、現在のキャラクターのシナリオにて製品の完成とした」と説明を改めている）。
この事実は発売当日の夜まで一切明かされておらず、また、付属のユーザーズマニュアルなどでも一切説明されていなかったため、購入者の間で多少の混乱を招くこととなった。その後、先述の2キャラクターのルートについては追加シナリオを制作してダウンロード形式で配布する事が公式サイトにて公表され、第一弾として2008年5月より「竜胆愛」ルートの差分パッチが配布されている。その後、2009年9月末までに「姫宮瑠璃」ルートの差分パッチを配布すると発表されていたが、2013年1月25日を以て開発凍結と公式発表された。
また製品版ではCG・回想・音楽モードが実装されておらず、発売後間もなくWeb配布された修正パッチにて追加された。スクリプト関係を中心とした多くのバグも順次修正されている。
発売から5年後の2013年1月25日、公式サイトにおいて瑠璃ルートパッチの制作中止、開発凍結が発表された。
また2013年1月25日に新作「永遠」を補償に充てる対応を取る事が発表された。

## あらすじ
主人公・神谷涼はある事故が原因で抱えた心の傷により、他人との関わりを極力避けるようになった。姉・彩花の薦めで山奥にある全寮制の学園「秀英学園」に転入することとなった彼は、知人のいないこの学園で、卒業まで誰とも関わらずに静かに生活を送るはずだった。しかし、転入早々に涼と距離を縮めようとする、「天敵」ともいえる2人の不思議な少女に興味をもたれてしまう。

## 登場人物

### メインキャラクター
神谷 涼（かみや りょう；デフォルト設定。名前は変更可）
本作の主人公。幼少時に両親を事故で亡くし、現在の養父母に引き取られた。名門校で陸上部に所属していたが、幼馴染の少女の事故死から立ち直れず、全てを断ち切る様に秀英に転入する。絵里香達に引きずられて天文部と手芸部に入部する。極力他人と関わらず静かに日々を過ごしたいという本人の意志と逆に、次第に周囲の注目を集める存在となっていく。
星野 絵里香（ほしの えりか）声：白波遥
涼のクラスメイト。涼に興味を持ち、なにかと関係を持とうとして近づいてくる。明るい性格でクラスメイトからも慕われている。高い運動能力の持ち主で、一時期陸上部に所属していたが性格的な問題で退部した経歴があり、その件などで坂上を毛嫌いしている。容姿・性格共に主人公の亡き幼馴染に酷似している。特徴的な八重歯がある。
姫宮 瑠璃（ひめみや るり）声：月城真菜
涼のクラスメイト。絵里香の親友でルームメイトでもあるが、対照的におっとりとした性格。絵里香とよく行動をともにし、涼の元に近づいてくる。普段からゴスロリ風の衣装を好むが、それが全く不自然に思われない可憐な美貌の持ち主。「他人の心が読める」と自称するなど、話しているとなぜか独特の雰囲気に飲まれてしまう。絵里香には「天然」「アホの子」などと言われている。実家で「リリー」という名の犬を飼っているらしい。
鈴村 あざみ（すずむら あざみ）声：大波こなみ
涼のクラスの委員長。生真面目な性格だが、変わり者揃いのクラスを良くまとめており信任も厚い。絵里香には「あざみん」と呼ばれていつもいじられており、ついつい馬脚を現してしまう事が多い。手芸部部長で裁縫やクッション作りが得意。茜（あかね）、葵（あおい）という名の二人の妹に慕われている。
春日 桜子（かすが さくらこ）声：まきいづみ
涼の1つ年上のクラスメイト。病弱なために、成績はよいのだが昨年留年してしまった。撫子は双子（一卵性双生児）の妹なのだが、姉妹仲は冷え切っている。無口でおとなしい性格。クラスでは主人公の隣席、寮ではあざみと同室だが、妹との件に巻き込みたくない一心で他人との接触を避けている。意外と運動能力は高い。
春日 撫子（かすが なでしこ）声：まきいづみ
涼の1つ年上の先輩。才色兼備で学園内でも圧倒的な存在感を放っており畏怖と崇拝の対象だが、それゆえに他人を見下すところがある。姉の桜子に対しても例外でなく、何かにつけて突っかかってくる。一方で同室の小夜にはキツイ言動ながら気に掛けている節がある。美術部員だが、自画像しか描こうとしない。彼女もまた涼に興味を抱いて近づいてくる。
音川 小夜（おとかわ さよ）声：楠鈴音
涼の1つ年上の先輩。声楽の才能があり、特待生として入学した有名人。しかし両親の事故死により失声症（作中では失語症と表記されている）となり、特待生としての立場が危うくなっているが、そんな境遇を全く感じさせない無垢な笑顔を常に見せている。寮では撫子と同室。
竜胆 愛（りんどう まな）声：羽高なる
涼たちのクラスの担任の新米教師で天文部・手芸部の顧問。現代国語を担当している。外見は幼いが教師としては優秀で人気も高い。優しく学生想いで、涼のことも気にかけてくれる。生徒たちから「愛ちゃん」と呼ばれ慕われている。自身も秀英のOGで彩花とも面識があった。親元を離れてマンションで独り暮らししている。

### サブキャラクター
柊 彩花（ひいらぎ あやか）声：遠野そよぎ
涼の義姉。独身（涼と姓が違うのは涼が本来の姓のままであるため）。大人な女性といった感じであるが、涼を過保護なまでに溺愛しており、その点で子供っぽさも覗かせる。涼に母校である秀英学園への転入を薦めた。涼や絵里香達には「彩ちゃん」と呼ばれている。家事や料理も得意で特にお菓子作りはプロ級の腕。本業が占い師だけあって他人の機微を読み取る能力に優れており、撫子すら手玉に取ってしまう本作中最強の人物。
日下部 俊也（くさかべ としや）声：竹山いづも
涼のクラスメイトでありルームメイト。クラスのいじられ役。女子にモテない事をいつも嘆いている。
島津 純一（しまづ じゅんいち）声：山内花梨
涼のクラスメイトでありルームメイト。女性的な容姿で主に上級生女子の人気が高く、本人も自覚していて学園祭のメイド喫茶でも平気で女子用のメイド服を着用している。意外と策略家で、絵里香と共謀して涼をハメる事も多い。天文部部長で天体望遠鏡を所有している。実家では二人の姉に溺愛されているらしい。
坂上 仁（さかがみ じん）声：小次狼
涼のクラスメイト。陸上部のエースで自信家。完璧すぎて好感を得られないタイプ。涼や絵里香をしきりに陸上部に誘う。ルートによって若干性格が異なる。
青葉 千夏（あおば ちか）声：白波遥
涼の幼馴染みで想いを寄せていた少女。彩花とも仲が良く、涼が陸上を始めたのも彼女の影響だったが、半年前に事故で亡くなっている。

## スタッフ
- キャラクターデザイン・原画：☆画野朗
- グラフィック：X-型改、綾瀬、鶏野郎、フレイヤ、悠哉、伊武もいな、NAMI、兼清みわ、山岡治朗（BURIKO）
- 背景：有限会社じゃっく、仁崎涼介
- シナリオ：トノイケダイスケ
- 音楽：Peak A Soul+ 安瀬聖
- ムービー制作：KIZAWA studio
- プロデューサー：古川克郎
- 企画・制作：CUFFS

## 主題歌
オープニングテーマ曲『アイの庭』
作詞：Duca、作曲・編曲：ANZE HIJIRI、歌：Duca
エンディングテーマ曲『夢遥か』
作詞：Duca、作曲・編曲：ANZE HIJIRI、歌：Duca
- ゲームと同時発売された『Garden Maxi single』にOP/EDのフルコーラスバージョンおよびoff vocalバージョンが収録されている。

## 関連商品
- ☆画野朗描き卸し特製エコバッグ（初回限定特典）
- 予約キャンペーンブック「Garden Illustrations」

参加イラストレーター：尾崎弘宜、小沢悠、兼清みわ、カントク、☆画野朗、木場智士、KeG、源之助、狐印、九尾、シコルスキー、すまき俊吾、貴大、鶏野郎、七尾奈留、緋賀ゆかり、MITAONSYA、みやま零
- 虎焼き

コミックとらのあな限定発売商品。特製マグカップ付属。